# Hemistola minutata
Hemistola minutata là một loài bướm đêm trong họ Geometridae.